# Ocell limícola

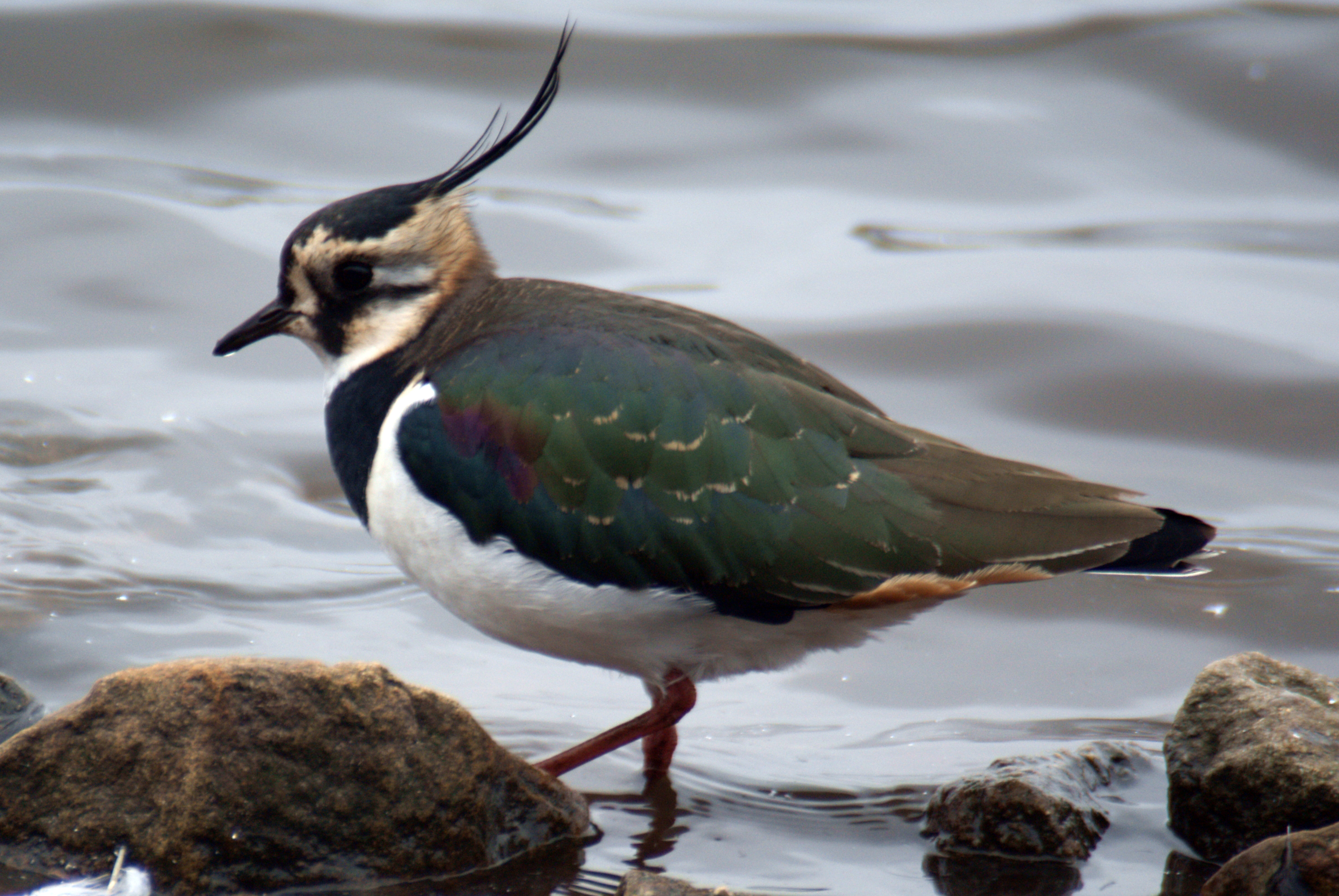
La fredeluga amb el seu bec curt, adaptat a obtindre l'aliment sobre terra

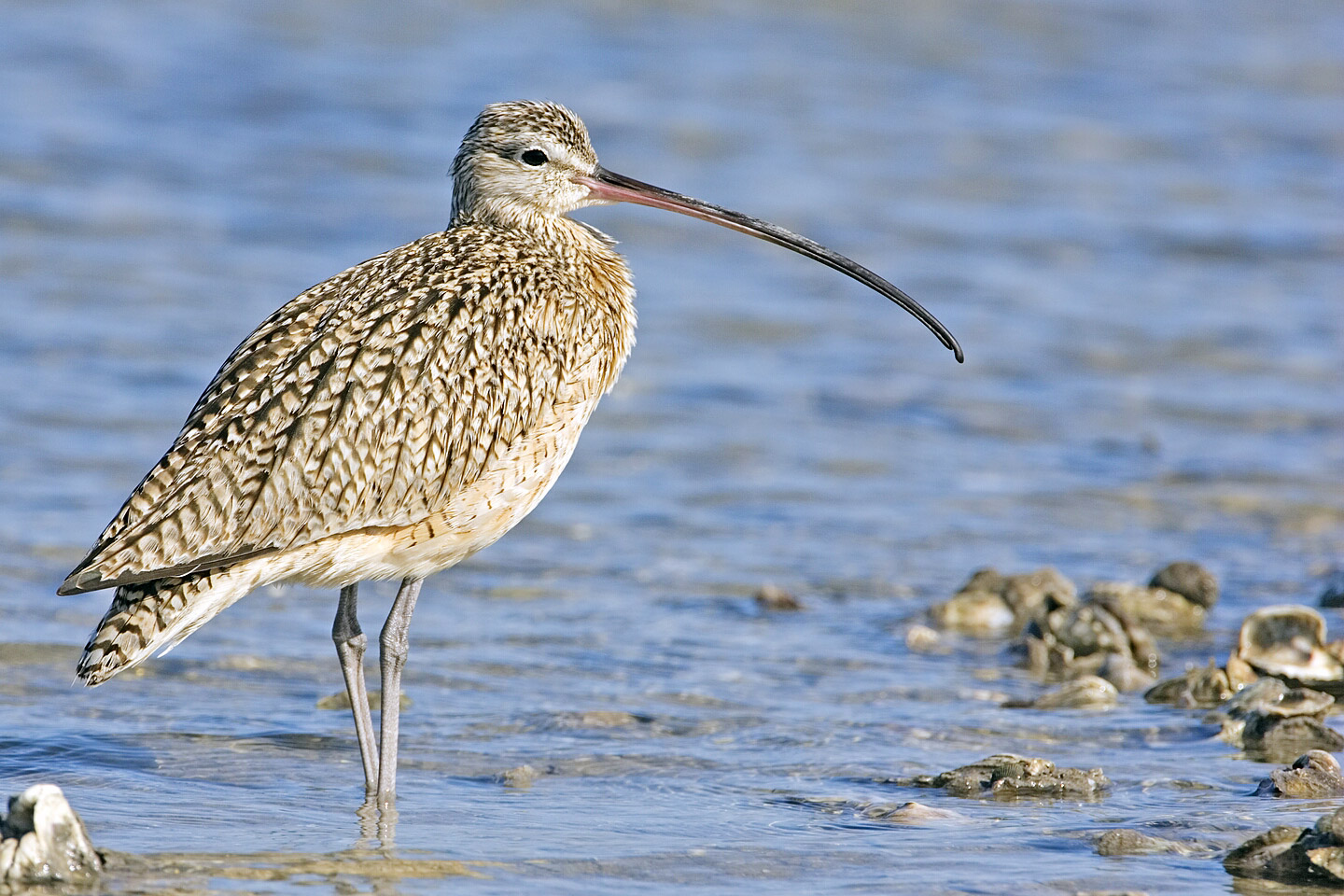
El becut americà amb el llarg bec adaptat a furgar al fang

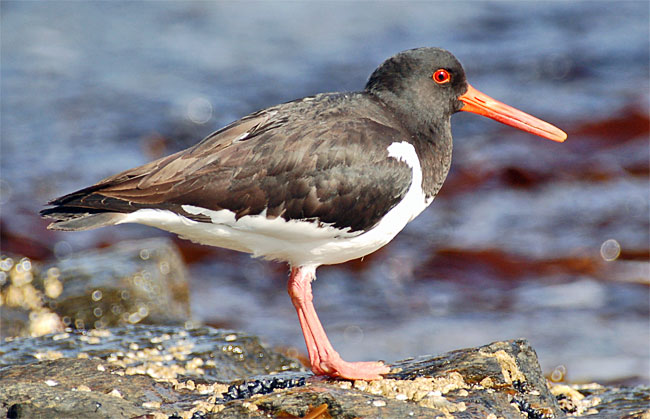
Garsa de mar amb el fort bec adaptat a obrir mol·luscs bivalves

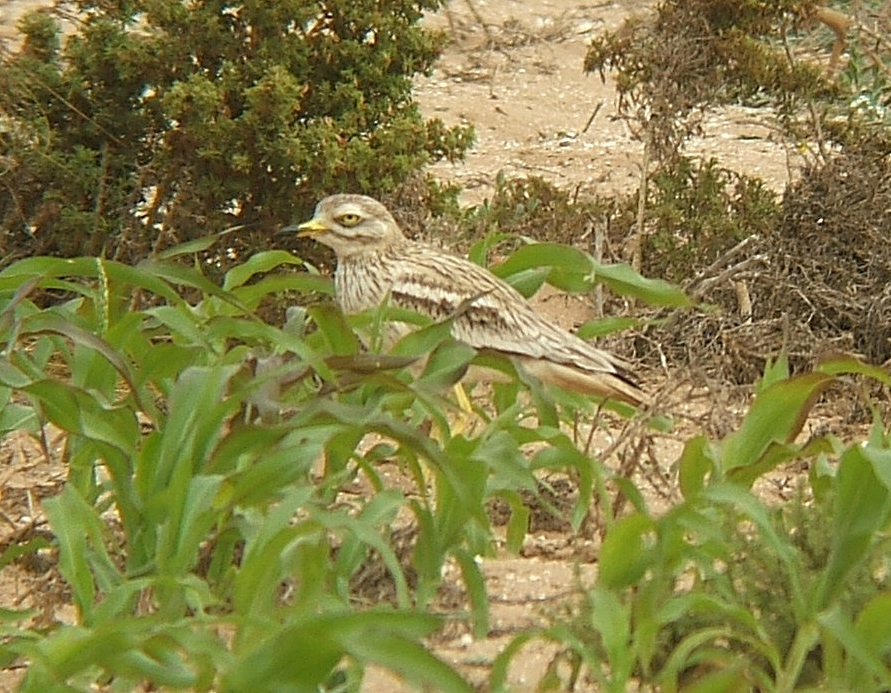
El torlit és un atípic limícola, adaptat a la vida en hàbitats àrids

Els limícoles són un grup d'ocells que tenen com a característica comuna una alimentació basada en la fauna limícola.
Tots pertanyen a l'ordre dels caradriformes (Charadriiformes), però no poden ser considerats un grup amb entitat taxonòmica, sinó més aviat morfològica o ecològica.
Totes les famílies de l'ordre es consideren limícoles, a excepció dels turnícids (profundament terrestres) i les espècies marines de peus palmats de les famílies dels làrids, estercoràrids i àlcids. Els gèneres Dromas i Glareola podrien ser considerats limícoles, però la seva proximitat filogenètica a les famílies anteriors, fa que, de manera convencional, les seves famílies (dromàdids i glareòlids) tampoc no es consideren dins el grup.
Per tant, de les 19 famílies que, segons la classificació del Congrés Ornitològic Internacional (versió 2.5, 2010), pertanyen a l'ordre dels caradriformes, 13 (amb 212 espècies) són considerades limícoles.
Els limícoles típics estan lligats a zones humides, com ara els aiguamolls, albuferes o les costes marines, però també les ribes dels rius. Moltes de les espècies àrtiques i de regions temperades fan llargues migracions, però les tropicals sovint són residents o es mouen en funció de les pluges. Algunes espècies, com el territ menut, es troben entre les que fan migracions a major distància, per passar l'hivern a l'hemisferi sud.
La major part de les espècies mengen petits invertebrats que cullen del fang o sobre terra. Les diferents espècies han desenvolupat becs de diferent llargària, en funció de l'aliment que obtenen al mateix hàbitat, especialment a la costa, per tal de no competir de manera directa amb altres espècies per l'alimentació.
Moltes espècies tenen terminacions nervioses sensitives al final dels becs, per tal de detectar preses soterrades al fang o la terra tova. Algunes espècies de major mida, en particular, les adaptades en hàbitats més secs, es poden alimentar de preses més grosses, incloent-hi insectes i petits rèptils.
El membre més petit d'aquest grup és el territ menut canadenc, amb uns adults que fan uns 13 cm de llargària i un pes de 15,5 grams. L'espècie més grossa potser Numenius madagascariensis, amb uns 63 cm i 860 grams, encara que Esacus giganteus és el més gros, amb un pes al voltant d'1 kg.